# Acutigebia trypeta
Acutigebia trypeta is een tienpotigensoort uit de familie van de Upogebiidae. De wetenschappelijke naam van de soort is voor het eerst geldig gepubliceerd in 1970 door Sakai.